# En-men-dur-ana

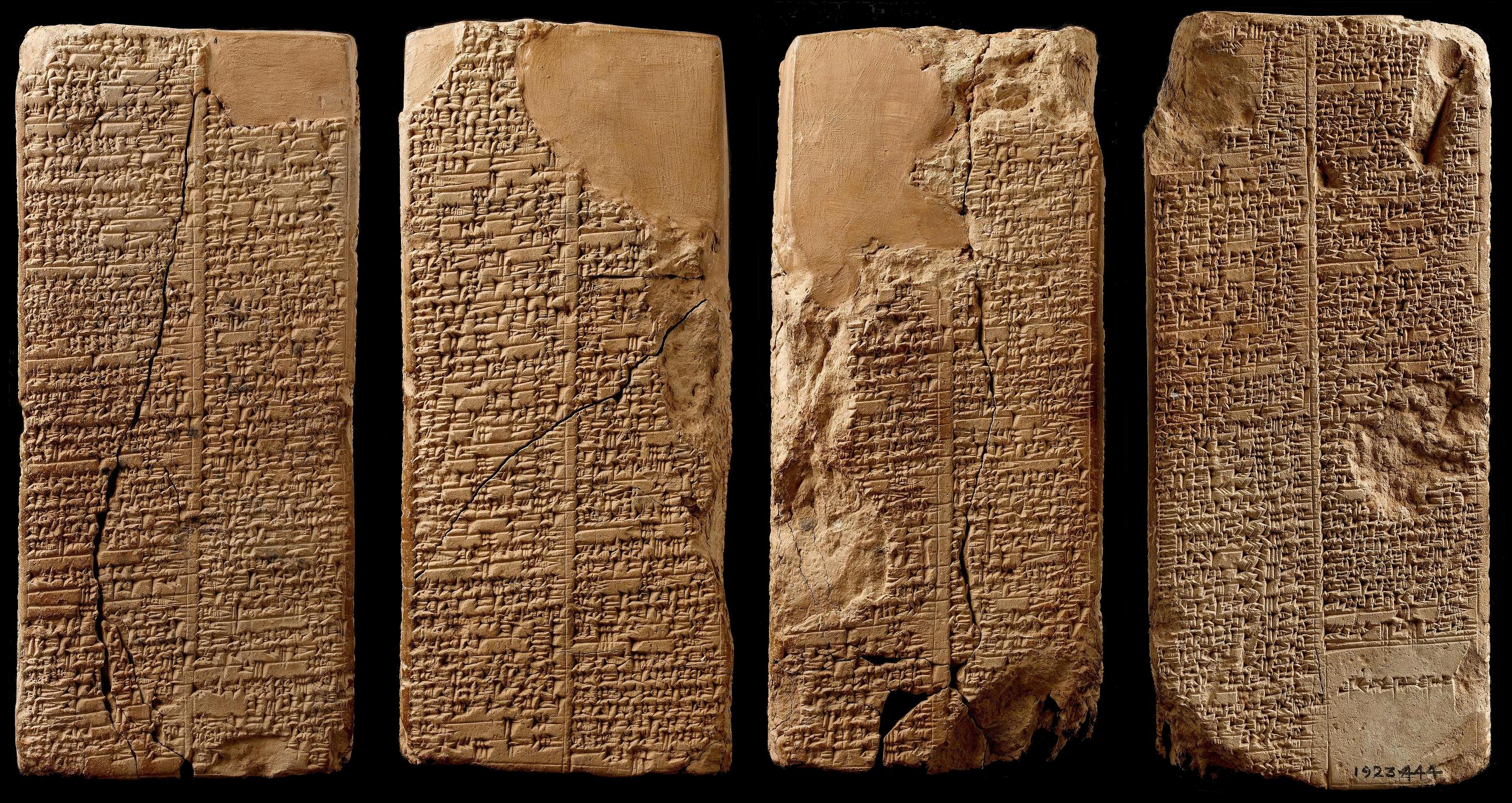
Liste des rois sumériens.

En-men-dur-ana (ou Emmeduranki), roi de Sippar, est le septième roi antédiluvien de Sumer cité dans la Liste royale sumérienne.

## Sources
La Liste royale sumérienne est la seule source ancienne citant ce nom. Elle dit :

« Puis Larsa tomba et la royauté échut à Sippar. »

La Liste royale sumérienne cite En-men-dur-ana comme le premier roi de Sippar qui ait régné sur Sumer après la chute de Larsa. Elle lui attribue un règne de 5 sars et 3 ners (soit 21 000 ans).
On ne sait s'il s'agit d'un personnage réel ou d'un mythe.